# Moerasmelkdistel
De moerasmelkdistel (Sonchus palustris) is een vaste plant, die behoort tot de composietenfamilie (Asteraceae). De soort komt van nature voor in de gematigde gebieden van Europa, Rusland, Centraal-Azië en de Chinese provincie Xinjiang in West-China. In Ontario is de soort op enkele plaatsen ingeburgerd. De moerasmelkdistel staat op de Nederlandse Rode lijst van planten als een soort die in Nederland algemeen voorkomt en stabiel of toegenomen is. Het aantal chromosomen is 2n= 18.
De plant wordt 90-300 cm hoog en heeft een 10 cm lange en 5 cm dikke wortelstok, waaraan dikke wortels zitten. De blauwachtig lichtgroene stengel heeft doorboorde tussenschotten, die telkens op een andere plaats zijn doorboord. De zittende, blauwgroene bladeren hebben aan de pijlvormigevoet spitse of toegespitste, iets afstaande oortjes. De grootte van de bladeren neemt naar boven toe af. De onderste bladeren zijn 15-35 cm lang en 5-20 cm breed en zijn ongedeeld of veerspletig met een driehoekige tot driehoekig-lancetvormige top. De bladrand is vaak stekelig getand. De middelste bladeren zijn 15-20 cm lang en 2-3 (8) cm breed en vaak ongedeeld of soms gelobd. De bovenste bladeren zijn relatief klein, ongedeeld en lancetvormig.
De plant bloeit van juli tot in september met gele lintbloemen in 2,8-4 cm grote bloemhoofdjes die weer in een samengesteld scherm staan. Het omwindsel en de stengel van de bloemhoofdjes zijn bezet met talrijke zwarte klierharen.
De vrucht is een strokleurig, 3,5-4 mm lang nootje met vier of vijf sterk verdikte, zwak dwars geribbelde lengteribben. Tussen de ribben is het nootje glad. Het nootje heeft vruchtpluis, dat uit 7-9 mm lange, dunne, zachte, zeer breekbare haren bestaat en valt na een tijdje in min of meer zijn geheel af.

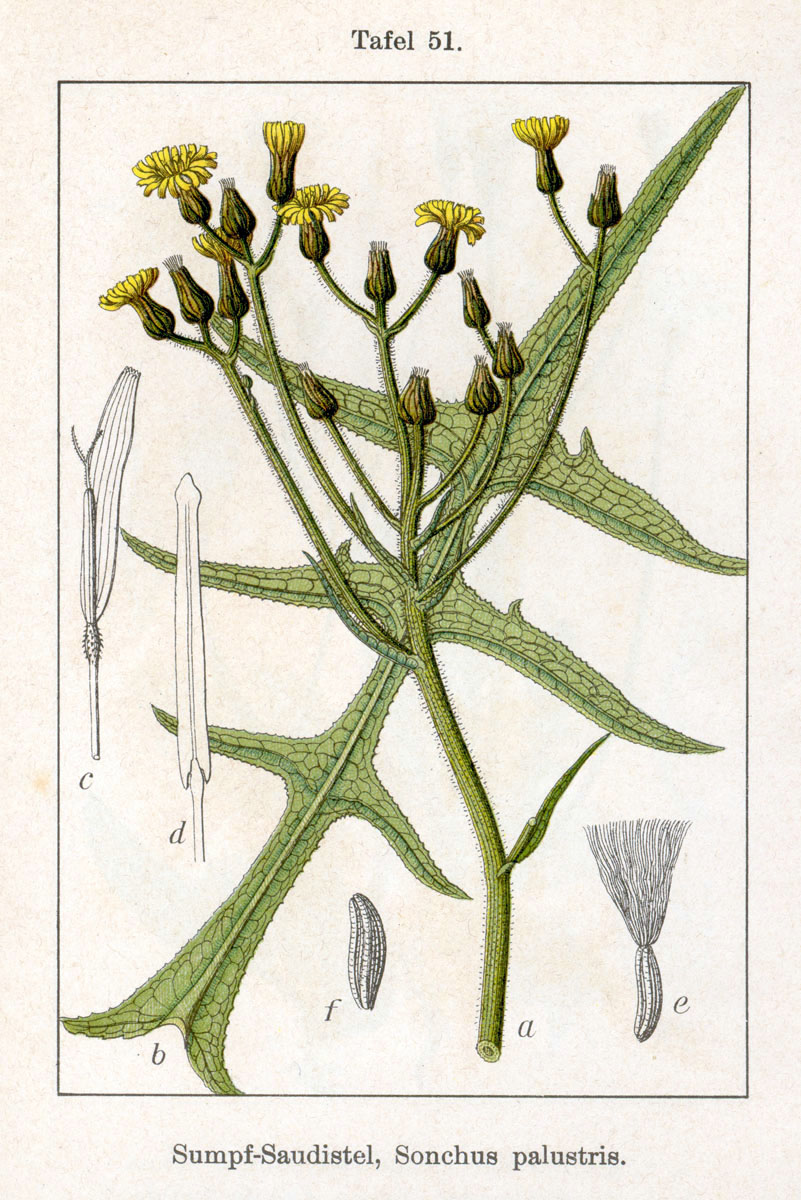
Illustratie uit Deutschlands Flora in Abbildungen
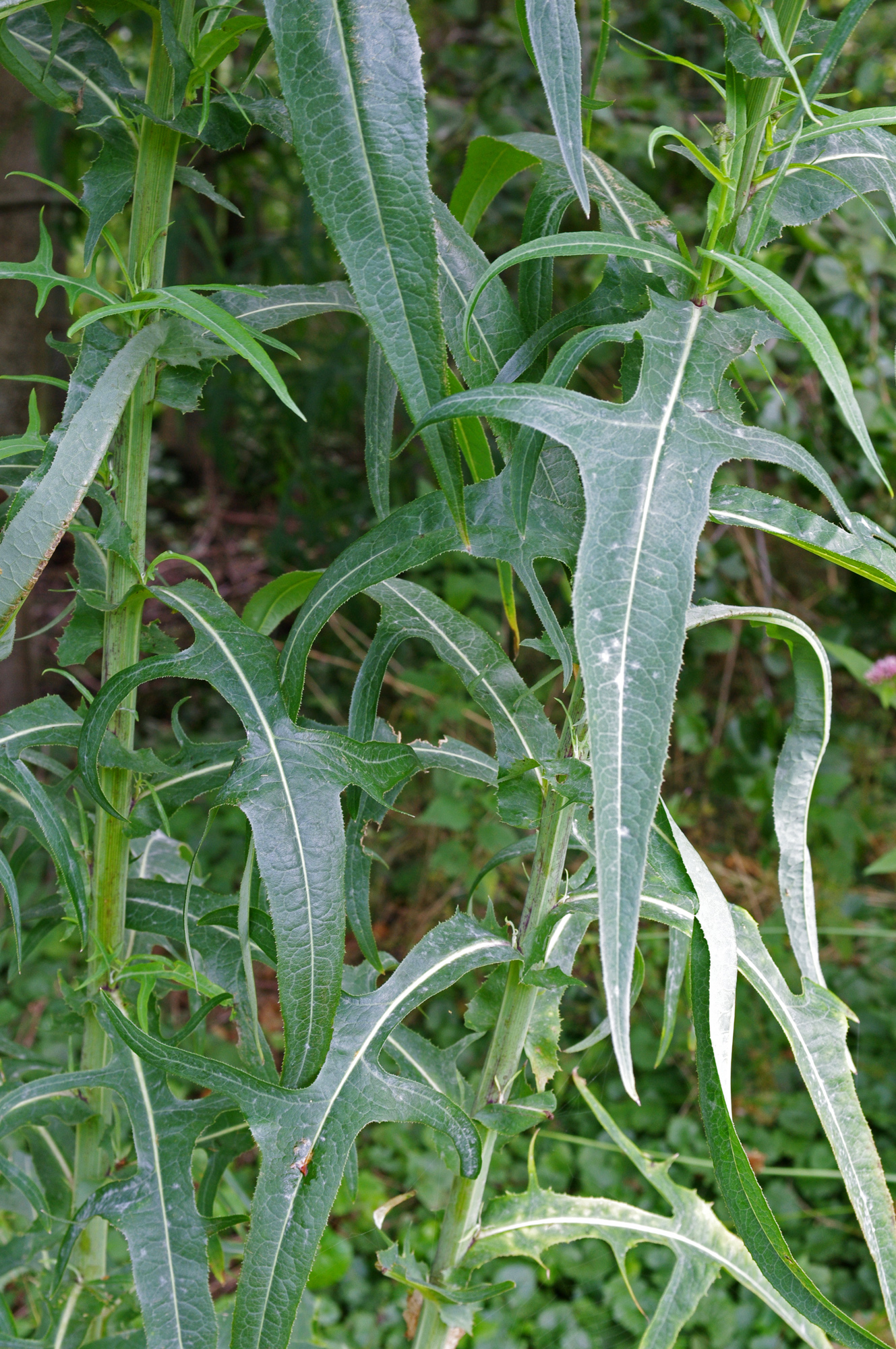
Zittende, veerspletige bladeren met oortjes
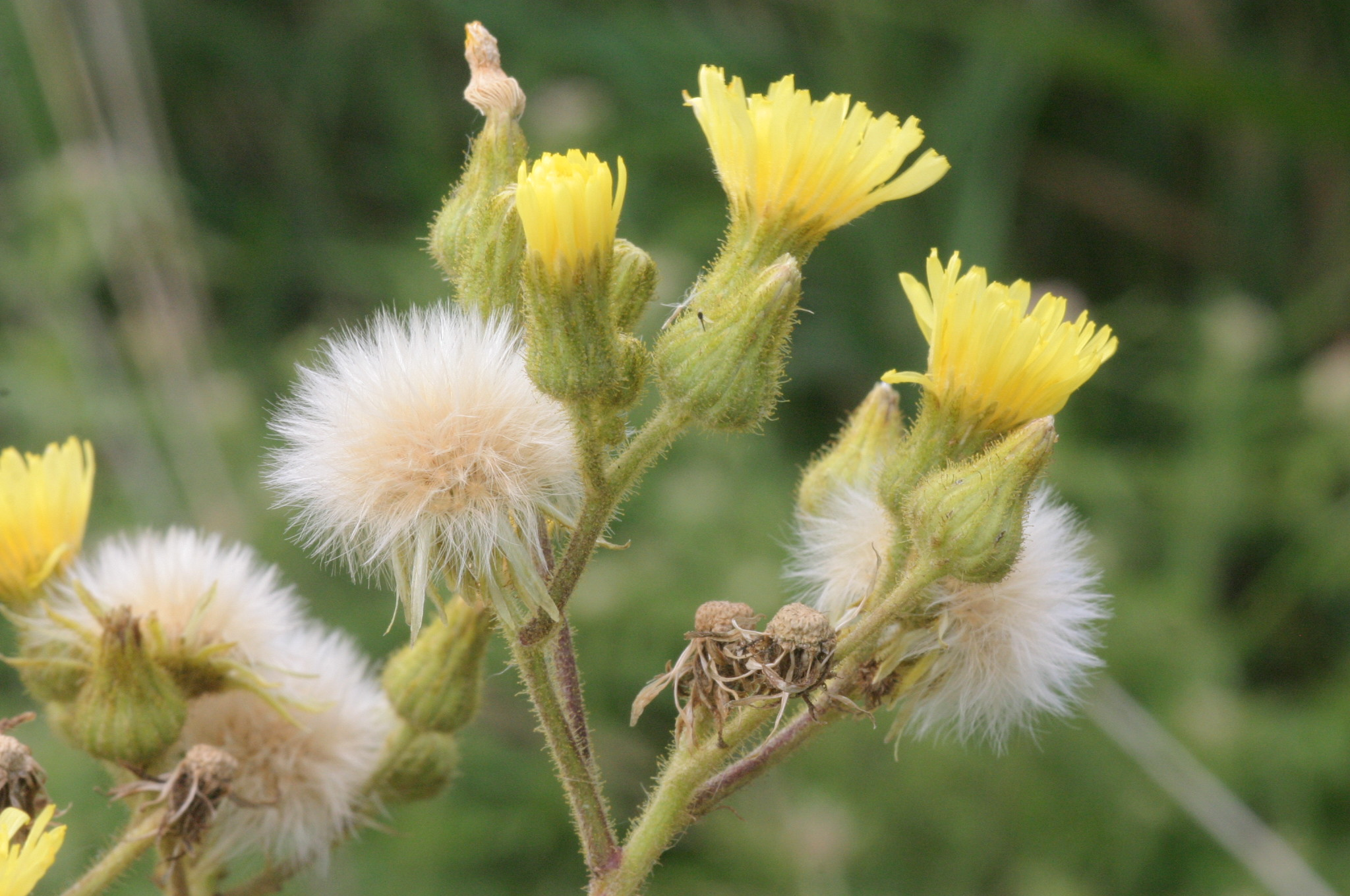
Bloeiwijze
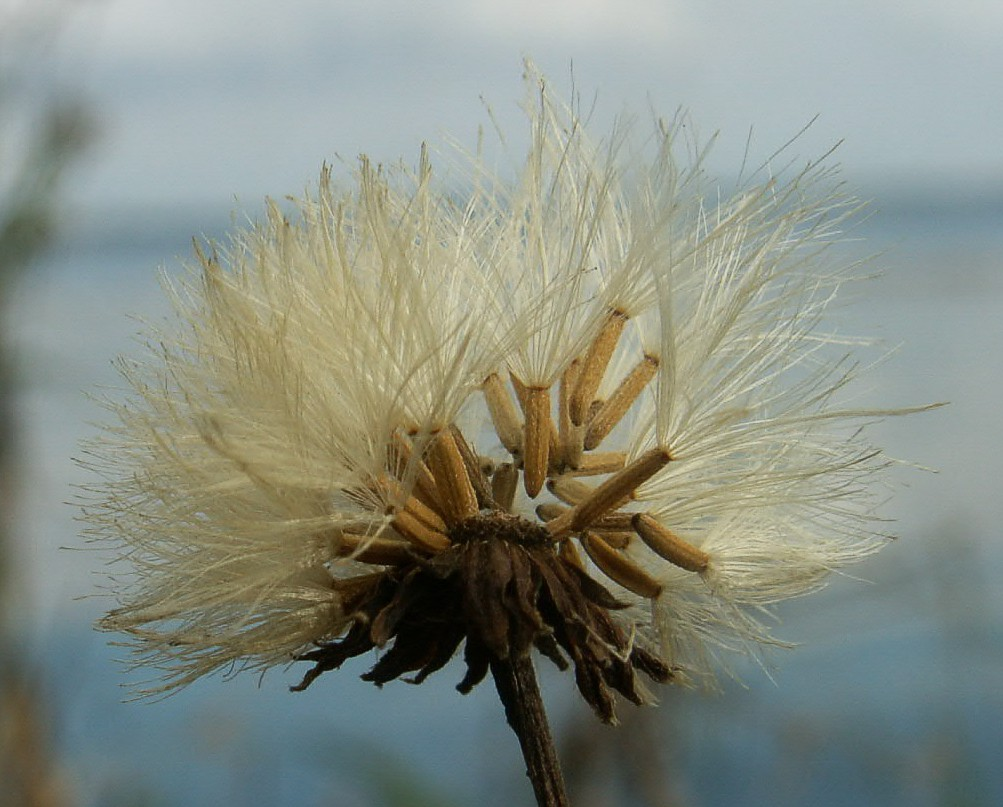
Nootjes

## Ecologie
De moerasmelkdistel staat op natte, voedsel- en stikstofrijke, kalkhoudende, zoete tot brakke veen- en kleigrond en op stenige plaatsen in rietlanden en langs greppels, vaarten en brede sloten, in oever- en natte ruigten, aan de voet van basaltglooiingen, in graslanden en in natte, verlande spoorsloten. 

### Plantensociologie
Moerasmelkdistel is een kensoort van de moerasmelkdistel-associatie.